# دانا شاندلير
دانا شاندلير (بالإنجليزية: Dana Chandler)‏ هو ناشط ورسام أمريكي، ولد في 7 أبريل 1941 في لين في الولايات المتحدة.